# Lázaro Borges
Lázaro Borges (Lázaro Eduardo Borges Ried; * 19. Juni 1986 in Havanna) ist ein kubanischer Stabhochspringer.
2005 wurde er Zentralamerika- und Karibikmeister. Bei den Olympischen Spielen 2008 in Peking schied er ohne gültigen Versuch aus. 2010 wurde er iberoamerikanischer Meister.
Bei den Leichtathletik-Weltmeisterschaften 2011 in Daegu gewann er mit dem kubanischen Landesrekord von 5,90 m die Silbermedaille und musste sich nur aufgrund der höheren Zahl der Fehlversuche dem Polen Paweł Wojciechowski geschlagen geben.